# Chionea (Chionea) reclusa
Chionea (Chionea) reclusa is een tweevleugelige uit de familie steltmuggen (Limoniidae). De soort komt voor in het Nearctisch gebied.